# Bolormaagijn Dölgöön
Bolormaagijn Munkhbold Dölgöön (mong. Болормаагийн Мөнхболдын Дөлгөөн; ur. 30 listopada 1997) – mongolska zapaśniczka walcząca w stylu wolnym. Złota medalistka mistrzostw Azji w 2021; srebrna w 2020 i brązowa w 2019. Druga na wojskowych MŚ w 2024. 
Wicemistrzyni igrzysk młodzieży w 2014. Trzecia na mistrzostwach Azji kadetów w 2014 roku.